# توکوکو تاکاگی
توکوکو تاکاگی (انگلیسی: Tokuko Takagi; ۱۵ فوریهٔ ۱۸۹۱ – ۳۰ مارس ۱۹۱۹) بازیگر، رقص اهل ژاپن بود.